# 広島県道431号和知塩町線
広島県道431号和知塩町線（ひろしまけんどう431ごう わちしおまちせん）は、広島県三次市を通る一般県道である。

## 概要
三次市和知町からJR西日本芸備線に沿って、三次市塩町に至る。

### 路線データ
- 起点：三次市和知町（和知交差点、国道183号交点）
- 終点：三次市塩町（塩町交差点、国道184号交点、広島県道430号糸井塩町線終点）
- 総延長：約4.2 km

## 路線状況
三次市向江田町（備北広域農道交点） - 終点間は大型車通行禁止規制のある狭い道。

## 地理

### 通過する自治体
- 三次市

### 交差する道路
| 交差する道路                      | 交差する場所 | 交差する場所      |
| --------------------------------- | ------------ | ----------------- |
| 国道183号                         | 和知町       | 和知交差点 / 起点 |
| 備北広域農道                      | 向江田町     | 向江田交差点      |
| 国道184号 広島県道430号糸井塩町線 | 塩町         | 塩町交差点 / 終点 |

### 沿線
- JR西日本芸備線 下和知駅
- 三次市立和田小学校